# Pop-Up! Ker-Ching! And the Possibilities of Modern Shopping
Pop-Up! Ker-Ching! And the Possibilities of Modern Shopping es el quinto álbum de estudio de Mozart Estate, el proyecto musical del exlíder de Felt y Denim, Lawrence. Es el primer álbum que se lanza bajo el apodo después de cambiar el nombre original de la banda Go-Kart Mozart. Fue publicado el 27 de enero de 2023 en West Midlands Records de Lawrence, una subsidiaria de Cherry Red.

## Antecedentes
Lawrence ha declarado que el tema principal del álbum es sobre el consumismo y las compras: “Caminando en mi tiempo libre, estoy expuesto a personas que compran constantemente. De eso se trata mi vida: comprar y observar a los compradores”. Un título de trabajo original para el álbum era Poundland and the Possibilities of Modern Shopping. El álbum incluye una regrabación de «Relative Poverty», que apareció previamente en el álbum anterior de la banda, Mozart's Mini-Mart, y fue lanzado como un sencillo antes del lanzamiento del álbum.

## Recepción de la crítica
Bill Pearis de BrooklynVegan describió al álbum como “uno de los álbumes más cultos de su carrera”, mientras que Darryl Sterdan lo llamó “una obra maestra del pop”.

## Lista de canciones
Todas las canciones escritas y compuestas por Lawrence y Terry Miles, excepto donde esta anotado. 
| Lado uno |                                              |          |  |
| N.º      | Título                                       | Duración |  |
| 1.       | «I'm Gonna Wiggle» (Lawrence)                | 2:26     |  |
| 2.       | «Relative Poverty»                           | 3:00     |  |
| 3.       | «Lookin' Thru Glass»                         | 2:51     |  |
| 4.       | «Poundland»                                  | 1:44     |  |
| 5.       | «Four White Men in a Black Car» (Lawrence)   | 1:51     |  |
| 6.       | «Pretty Boy» (Kenny Young, Herbie Armstrong) | 2:25     |  |
| 7.       | «I Wanna Murder You» (Lawrence)              | 2:12     |  |
| 8.       | «Vanilla Gorilla»                            | 2:36     |  |

| Lado dos |                                                             |          |  |
| N.º      | Título                                                      | Duración |  |
| 1.       | «And Now the Darkest Times are Here» (Lawrence, Tim Benton) | 2:33     |  |
| 2.       | «Pink and the Purple» (Lawrence)                            | 2:05     |  |
| 3.       | «Flanca for Mr. Flowers» (Herbie Flowers, Roger Greenaway)  | 3:10     |  |
| 4.       | «When the Harridans Came to Call»                           | 2:13     |  |
| 5.       | «Honey» (Adam Faith, David Courtney)                        | 3:10     |  |
| 6.       | «Record Store Day» (Lawrence)                               | 2:17     |  |
| 7.       | «Doin' the Brickwall Crawl»                                 | 2:32     |  |
| 8.       | «Before and After the Barcode» (Lawrence, WH Smiffy)        | 2:45     |  |

## Posicionamiento
| Gráfica (2023)                            | Pico de posición |
| ----------------------------------------- | ---------------- |
| Escocia (Scottish Albums Chart)           | 15               |
| Reino Unido (UK Independent Albums Chart) | 8                |
| Reino Unido (UK Vinyl Albums Chart)       | 30               |